# Galium albescens
Galium albescens är en måreväxtart som beskrevs av Joseph Dalton Hooker. Galium albescens ingår i släktet måror, och familjen måreväxter. Inga underarter finns listade i Catalogue of Life.